# Blende (Optik)

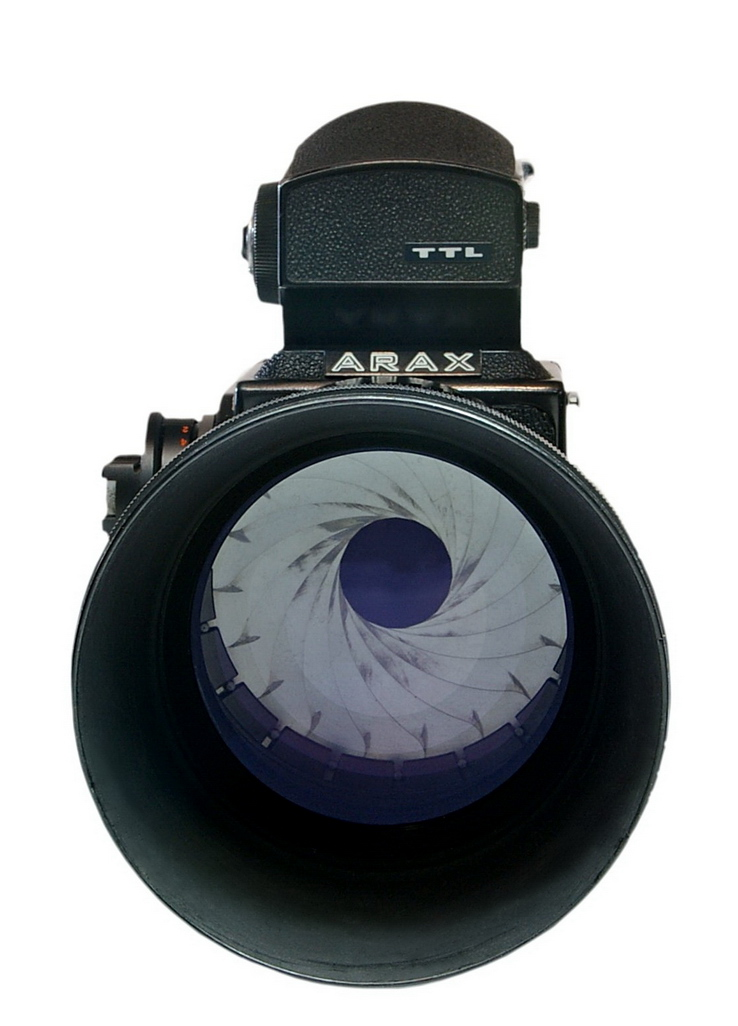
Irisblende mit 19 Blendenlamellen in einem großen Objektiv einer Mittelformatkamera

Blenden sind in der Optik Vorrichtungen, die den Querschnitt von Strahlenbündeln begrenzen. Sie bestimmt also die Größe des Lochs, durch welches Lichtstrahlen in eine Kamera einfallen. Je nach Wirkung und Bauform bezeichnet man Blenden unterschiedlich.

## Arten

### Bezeichnung entsprechend der Wirkung
Je nach Wirkung sind drei Reinformen von Blenden voneinander zu unterscheiden:

#### Aperturblende

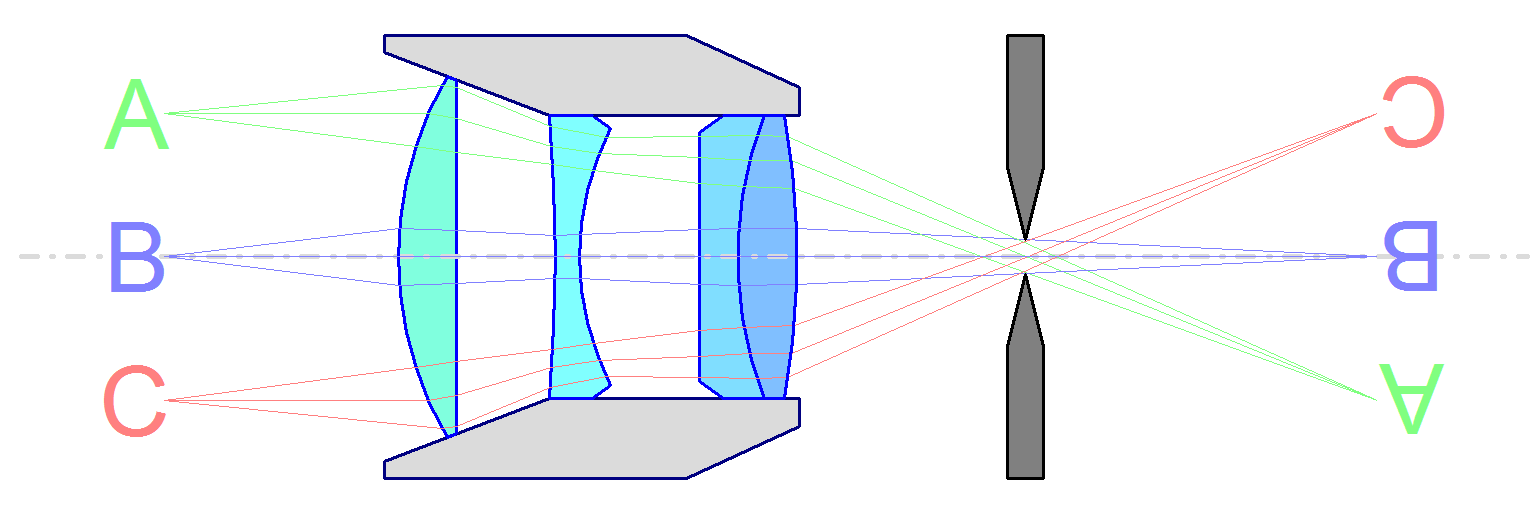
Die Aperturblende befindet sich in dieser objektseitig telezentrischen Abbildung der drei Buchstaben A, B und C auf der linken Seite nach rechts zum Bild zwischen den Spitzen der dunkelgrauen Bauteile

Eine reine Aperturblende beeinflusst die Helligkeit des Bildes gleichmäßig, indem sie die Öffnungsweite (Apertur) des optischen Geräts begrenzt. Sie wirkt sich nicht auf die Größe des Bildausschnitts aus. Dazu muss sie so beschaffen sein, dass alle Strahlenbündel bezogen auf die Strahlungsleistung des Objekts den gleichen Strahlungsfluss enthalten. Daher muss sie in der Hauptebene einer optischen Abbildung positioniert werden. Da sich die Hauptebene häufig innerhalb von optischen Elementen befindet, wird sie in entsprechenden optischen Geräten so dicht wie möglich in die Nähe der Hauptebene gebracht.
In Geräten mit nur einem abbildenden Bauteil (zum Beispiel einer Linse oder einem Hauptspiegel) wird die Aperturblende daher meist in der Nähe dieses Bauteils angeordnet oder durch den Linsen- oder Spiegelrand realisiert. Beim Auge wirkt die Iris als Aperturblende. Bei komplexeren Geräten, wie optisch korrigierten Fotoobjektiven kann die Aperturblende auch objekt-, bildseitig oder zwischen den abbildenden Elementen angeordnet sein.
Die Bilder der Aperturblende heißen objektseitig Eintrittspupille und bildseitig Austrittspupille. Bei telezentrischen Objektiven können diese im Unendlichen liegen.
In der Praxis führt nahezu jegliche Begrenzung eines Strahlenbündels durch eine Aperturblende dazu, dass ein Strahlenbündel, das den Blendenquerschnitt in einem anderen Winkel passiert, in einem anderen Verhältnis beschnitten wird. Das führt zu einer Verdunkelung des Bildes in Randnähe, die über den durch das Cos4-Gesetz beschriebenen Randlichtabfall hinausgeht und zu einer Vignettierung führt. Ferner ergibt sich durch die Lage der Aperturblende ein lateral variabler Abbildungsmaßstab, so dass das Bild zu den Bildecken hin verzeichnet wird.

#### Feldblende
Eine reine Gesichtsfeldblende begrenzt den Bildausschnitt, ohne sich auf die Helligkeit des Bilds auszuwirken.
Sie befindet sich in der Bildebene (z. B. Sensorchip einer Digitalkamera), der Objektebene (z. B. Diarahmen im Diaprojektor) oder in einer Zwischenbildebene (z. B. im Mikroskop). In der Praxis befindet sich die Feldblende üblicherweise nicht genau beim Objekt oder Bild, so dass der Rand nie ganz scharf begrenzt wird.
Die Bilder der Gesichtsfeldblende heißen Eintrittsluke (objektseitig) und Austrittsluke (bildseitig).
Eine Feldblende in einem Beleuchtungsstrahlengang heißt auch Leuchtfeldblende. Sie beschränkt den beleuchteten Bereich auf dem beobachteten Objekt. Bei einer klassischen Köhlerschen Beleuchtung mit dem Mikroskop ist sie meist als verstellbare Irisblende ausgeführt. In der Konfokaltechnik ist die Leuchtfeldblende so klein, dass das Leuchtfeld nur durch die beugungsbedingte Auflösungsgrenze des Mikroskops bestimmt wird. Bei einer Kreutzblende kommt eine Blende mit sichelförmiger Öffnung zum Einsatz.

#### Streulichtblende
Eine reine Streulichtblende ist außerhalb des Strahlengangs angeordnet und beeinflusst weder die Helligkeit des Bilds noch die Größe des Bildausschnitts.

### Bezeichnung entsprechend der Bauform
Neben der Bezeichnung nach Art der Wirkung einer Blende werden Blenden auch hinsichtlich ihrer Bauform unterschieden. Neben verhältnismäßig einfachen Lochblenden und Siebblenden, sind auch Irisblenden und Spaltsegmentblende weit verbreitet. Darüber hinaus gibt es auch Steckblende, auch Schiebeblende, Einsteckblende oder Waterhouseblende genannt, bei denen die Blende durch einen Schlitz ins Objektiv eingesteckt/eingeschoben wird.

Irisblende, Funktionsprinzip
Unterschiedliche Lamellenformen von Irisblenden
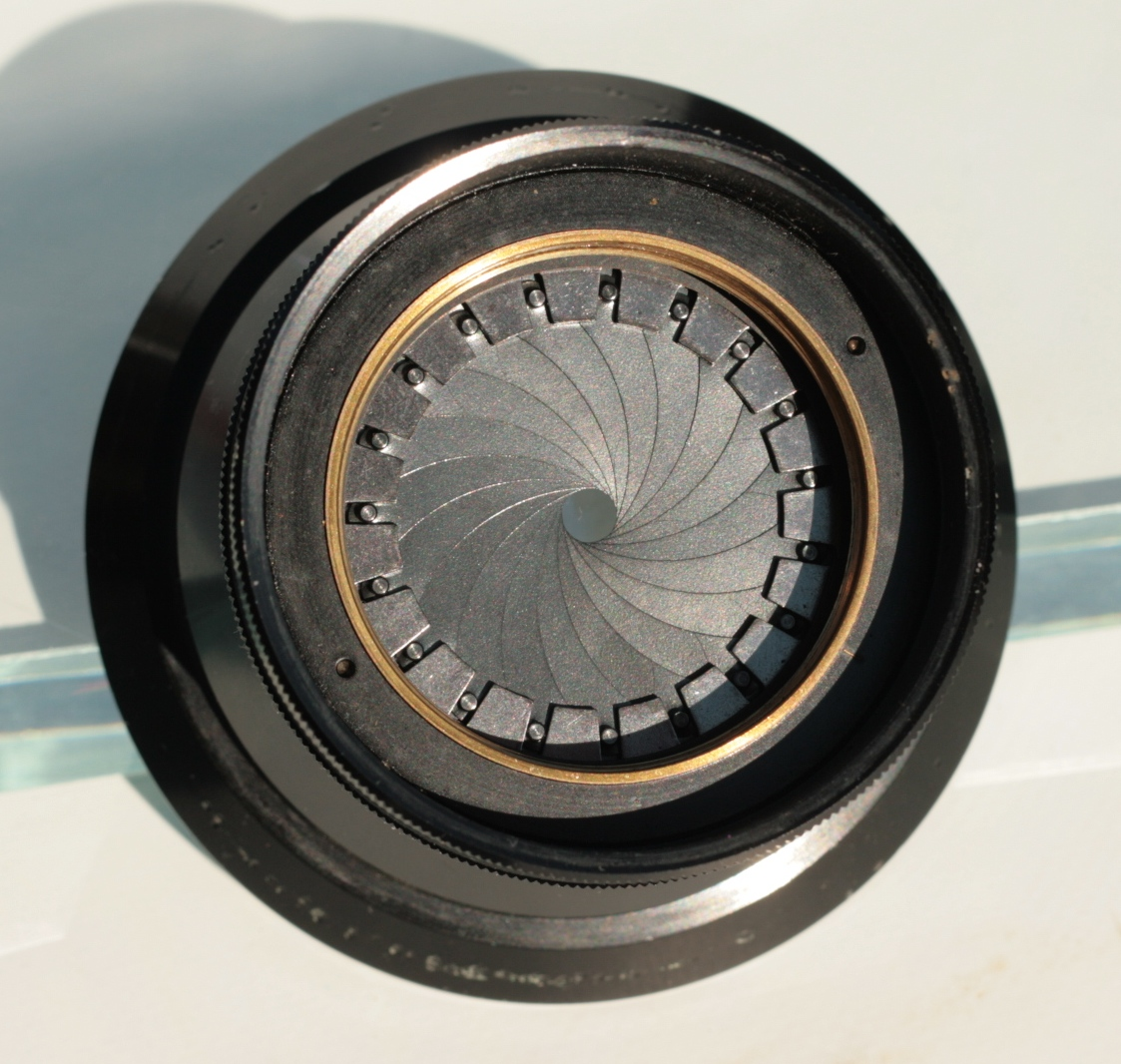
Weitere Irisblende
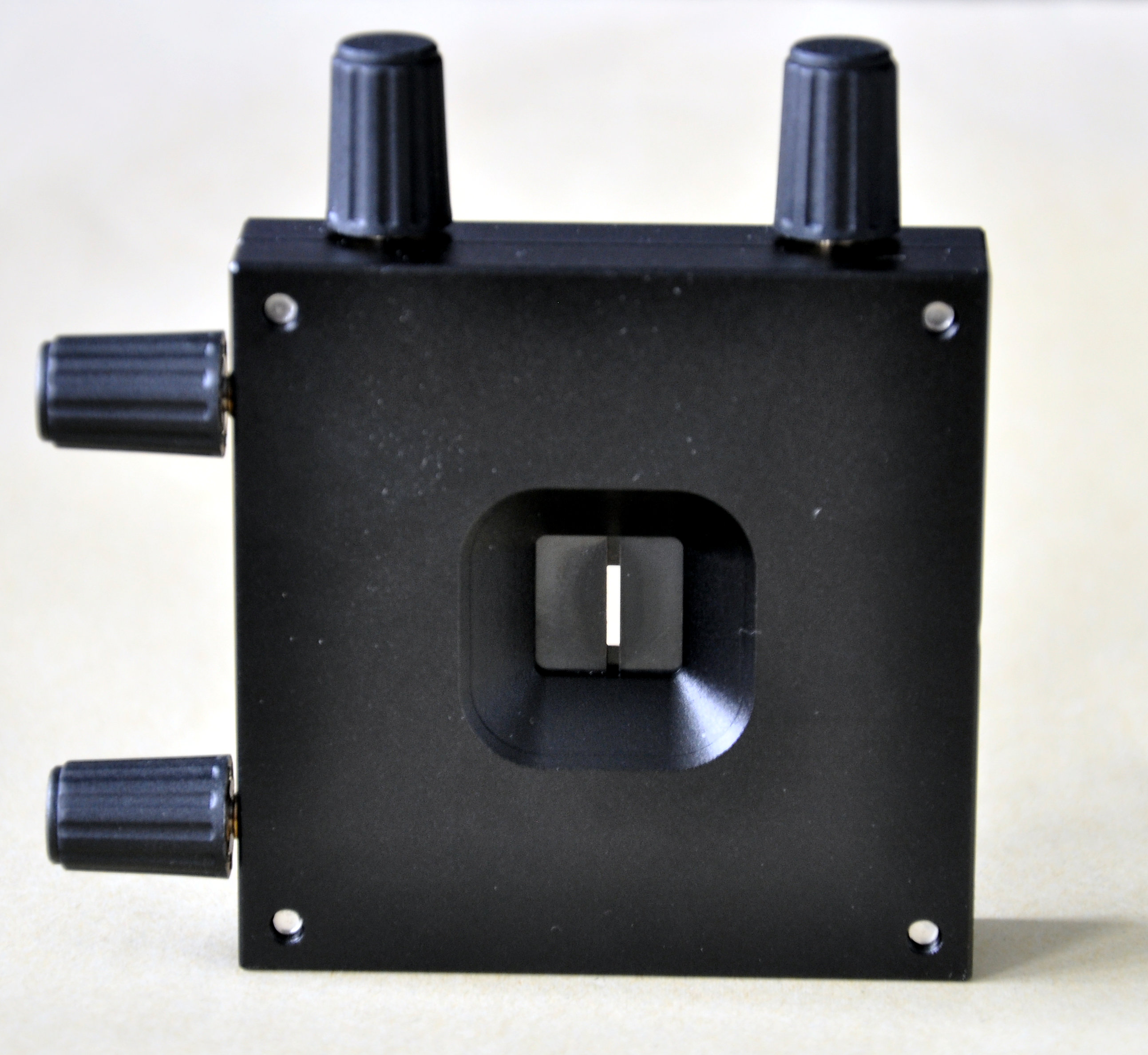
In zwei Richtungen einstellbare Schlitzblende: meistens als Feldblende gebraucht (zum Beispiel am Prismenspektrometer)

## Verwendung

Einfluss der Blende auf die Belichtung und die Schärfentiefe

Fotografische Blenden werden oft als Irisblende ausgeführt, sie sind verstellbare Aperturblenden zur Kontrolle von Helligkeit und indirekt der Schärfentiefe des Bildes. Eine Linsenfassung wirkt als feste Aperturblende. Da sie aber oft Streulicht reflektiert, wird zusätzlich ein fester Blendenring vor oder nach ihr angebracht.
Beim Vergrößern von Negativen (Ausarbeiten von Fotografien auf Film oder Platte) wird typisch ein rechtwinkeliger Klapprahmen aus vier dünnen Blechstreifen, von denen meist zwei verstellbar sind, über das zu belichtende Fotopapier gelegt. Damit wird das Papier weitgehend plan auf die Kassette gedrückt (gut für Abbildungsschärfe und Verzerrungsfreiheit), der Bildausschnitt scharf begrenzt und ein unbelichtet weiß bleibender Rand am Papier geschaffen. Von den größeren Glasnegativen werden häufig Kontaktkopien in einer Holzkassette mit fixem Rahmen erstellt. Schon das Kameragehäuse erzeugt mit seiner Filmführung, zumeist aus Alu- oder Kunststoffguss eine rechteckige Begrenzung der belichteten Fläche am Film. Besonderheiten der Kontur – Maße, Eckenausrundung, Schatten eines Staubfadens – bieten Forschern Hinweise auf den verwendeten Kameratyp oder sogar das Kameraexemplar. Bei manchen Filmen werden herstellerseits nicht nur Negativnummern, sondern auch Trennstege (oder Rahmen) zwischen den Kadern einbelichtet. Diarähmchen bilden einen optischen Rahmen um den Diapositivfilm, der typisch etwas kleiner ist als das Standardformat (z. B. Kleinbild 24 cm × 36 mm).
Blenden mit markant geformter Kontur suggerieren bei Stand- oder Bewegtbild eine besondere Perspektive des Betrachters. Klassisch ist die Schlüssellochperspektive mit Blende aus Kreis und angeschlossenem Trapez, das sich nach unten etwas verbreitert, für den unbeobachteten Blick durch eine Tür. Vier Quadrate in geringem Abstand suggerieren den Blick durch ein vergittertes Gefängnisfenster, viele Quadrate den durch ein Lüftungs- oder Kanaleinlaufgitter.
Kleine, oft gelb getönte Luken auf der Rückseite einer Rollfilmkamera bietet einen Blick auf die am Papierstreifen gedruckten Aufnahmenummern und Hinweise zum Filmtransport und verhindern Lichteinfall auf die Filmseite. Manche Kleinbildkameras lassen in dieser Art einen Einblick auf die Beschriftung der Filmpatrone zu, um den Filmtyp ablesen zu können.
Schlitzblenden begrenzen meist als Feldblenden den Strahlengang nur in einer Richtung stark. In Spektrometern und verwandten optischen Geräten nennt man sie optische Spalte, sie sind dabei meistens sowohl in ihrer Breite (Größenordnung 1 mm, wenn es um den sichtbaren Spektralbereich geht) als auch ihrer Höhe (Größenordnung 20 mm) einstellbar. Sie dienen dabei auf der Eingangsseite als sekundäre Lichtquellen von wohldefinierter und gut verwendbarer Form, auf der Ausgangsseite beispielsweise von Monochromatoren als Selektionsmittel für bestimmte Wellenlängen(bereiche) und wiederum als sekundäre Lichtquellen. Die Spaltbreite wird in der Regel so groß gewählt, dass Beugungseffekte vernachlässigbar bleiben.
In der Augenheilkunde wird eine nicht einstellbare Lochblende (sogenannte stenopäische Lücke) zur differentialdiagnostischen Beurteilung einer Sehschärfenminderung als Aperturblende gebraucht. Der HNO-Arzt sieht durch eine Blende des schräg gestellten Beleuchtungsspiegels in Hals, Nase oder Ohr.

## Apertur
Je größer die Aperturblende, desto größer kann die sogenannte Apertur sein. Sie ist der Sinuswert des halben Kegelwinkels α des von einem Objektpunkt ausgehenden Strahlenbündels. Ob die Aperturblende ausgefüllt wird, hängt davon ab, ob der Objektpunkt großwinklig beleuchtet wird. Die sogenannte numerische Apertur ist {\displaystyle \sin \alpha }.
Ein damit verwandter Begriff ist die relative Öffnung (oder Öffnungsverhältnis). Hierbei wird der Durchmesser der Aperturblende auf die Brennweite des abbildenden Systems bezogen. Beispiel: ein Fotoobjektiv mit relativer Öffnung 1:2 ist lichtstärker als eins mit 1:3,5.

## Pupille und Luke
Neben den gegenständlichen Blenden sind in der geometrischen Optik die Begriffe Pupille und Luke gebräuchlich. Jede Apertur- und jede Feldblende ist zunächst eine Pupille beziehungsweise eine Luke. Das Bild jeder ist eine weitere Pupille beziehungsweise eine Luke, sodass je eine Eintritts- und eine Austrittspupille beziehungsweise -luke existieren. Befindet sich die gegenständliche Blende in Abbildungsrichtung vor dem abbildenden System (z. B. Linse), so ist diese Eintrittspupille beziehungsweise -luke. Ihr von der Abbildungseinrichtung (meistens auf der anderen Seite) erzeugtes Bild ist dann Austrittspupille beziehungsweise -luke. Bei umgekehrter Reihenfolge ist die Zuordnung umgekehrt.